# HD113434
HD113434 — хімічно пекулярна зоря спектрального класу B9, що має видиму зоряну величину в смузі V приблизно  9,4.
Вона  розташована на відстані близько 2233,9 світлових років від Сонця.

## Пекулярний хімічний склад
Зоряна атмосфера HD113434 має підвищений вміст 
Si
.